# Концерт для левой руки (Корнгольд)
Концерт для левой руки до-диез мажор, опус 17 ― сочинение Эриха Корнгольда, написанное им по заказу Пауля Витгенштейна в 1923 году и впервые опубликованное в 1926 году. Премьера произведения состоялась 22 сентября 1924 года в Вене под управлением композитора. Это второй по счёту концерт для левой руки в истории музыки; первый (Es-dur) был написан Гезой Зичи в 1895 году.

## История
Витгенштейн, потерявший руку во время Первой мировой войны, заказал произведения у Мориса Равеля, Рихарда Штрауса, Сергея Прокофьева и Пауля Хиндемита; но одним из первых композиторов, к которым обратился пианист, был Эрих Корнгольд. В то время он был самым исполняемым композитором в Германии и Австрии после Рихарда Штрауса, и, несмотря на то, что ему ещё не было тридцати лет, он уже написал ряд опер, получивших известность.
В большинстве случаев Витгенштейн требовал внести определённые изменения в заказанные им работы; исключением является концерт Корнгольда. Пианист был доволен работой и попросил композитора написать для него ещё одну пьесу (так появилась Сюита для двух скрипок, виолончели и фортепиано для левой руки, соч. 23). После смерти Витгенштейна концерт исполнили Гэри Граффман, Марк-Андре Амлен и Ховард Шелли.

## Структура
Концерт состоит из одной непрерывной части, которая содержит три основных раздела:
1. Mässiges Zeitmass (В умеренном темпе)
2. Heldisch (Героически)
3. Mit Feuer und Kraft (С огнём и силой)